# Goschen (Bibel)
Der Name Goschen (hebräisch גֹּשֶׁן Gošæn), in älteren Bibelausgaben in Anlehnung an die Transliteration der Septuaginta (Γεσεμ Gesem) auch Gosen, bezeichnet im Alten Testament ein Gebiet in Ägypten und eine Stadt in Juda.

## Gebiet Goschen
Ein Gebiet namens Goschen wurde laut biblischer Überlieferung den Nachkommen Jakobs in Ägypten als Weidegebiet überlassen (Gen 45,10 ; 46,28.34 ; 47,1.27 ; 50,8 ), während die umliegenden Länder von einer Hungersnot betroffen waren. Bei den ägyptischen Plagen wurde dieses Siedlungsgebiet des Volkes Israel zum Teil ausgespart (Ex 8,18 ; 9,4.26 ; 10,23 ; 12,23 ). 
Die genaue geographische Lokalisierung ist in der Forschung umstritten. Meist wird Goschen als ein Gebiet zwischen dem östlichen Nildelta und dem heutigen Sueskanal angesehen. Das altägyptische Toponym Gsm legt eine Identifizierung mit dem Gebiet in der Nähe des heutigen Saft el-Henna nahe. Das entspräche im alten Ägypten in etwa dem 20. unterägyptischen Gau. Die in der Septuaginta zu findende Bezeichnung „bei der Stadt der Helden, im Land Ramses“ (Gen 46,28 ) deutet auf Heroonpolis („Stadt der Helden“), den griechischen Namen für die Stadt Pitom, hin. Goschen könnte dann das ebenfalls zum östlichen Nildelta zu zählende Wadi Tumilat bezeichnen.

## Stadt Goschen
Die Stadt Goschen liegt in Juda (Jos 15,51 ). Ihr Name ging auch auf die Landschaft über (Jos 10,41 ; 11,16 ). Sie lässt sich vermutlich im Hochland von Hebron, südlicher Teil des Judäischen Berglands, im Südwesten Palästinas im Gebiet von Hebron lokalisieren.